# Cossodes lyonetii
Cossodes lyonetii är en fjärilsart som beskrevs av White 1841. Cossodes lyonetii ingår i släktet Cossodes och familjen träfjärilar. Inga underarter finns listade i Catalogue of Life.